# Legio XI Claudia
A Legio XI Claudia (legio undecima Claudia, Claudius 11. légiója) egy római légió volt, amelyet Caesar alapított. Fennállásának nagy részében az al-dunai Durostorum (ma Szilisztra) állomásozva védte a birodalom határát. Jelvénye változó, feltehetően, mint Caesar többi légiója, eleinte a bikát használta, de később előfordul Neptunus és a nőstényfarkas is.

## Története

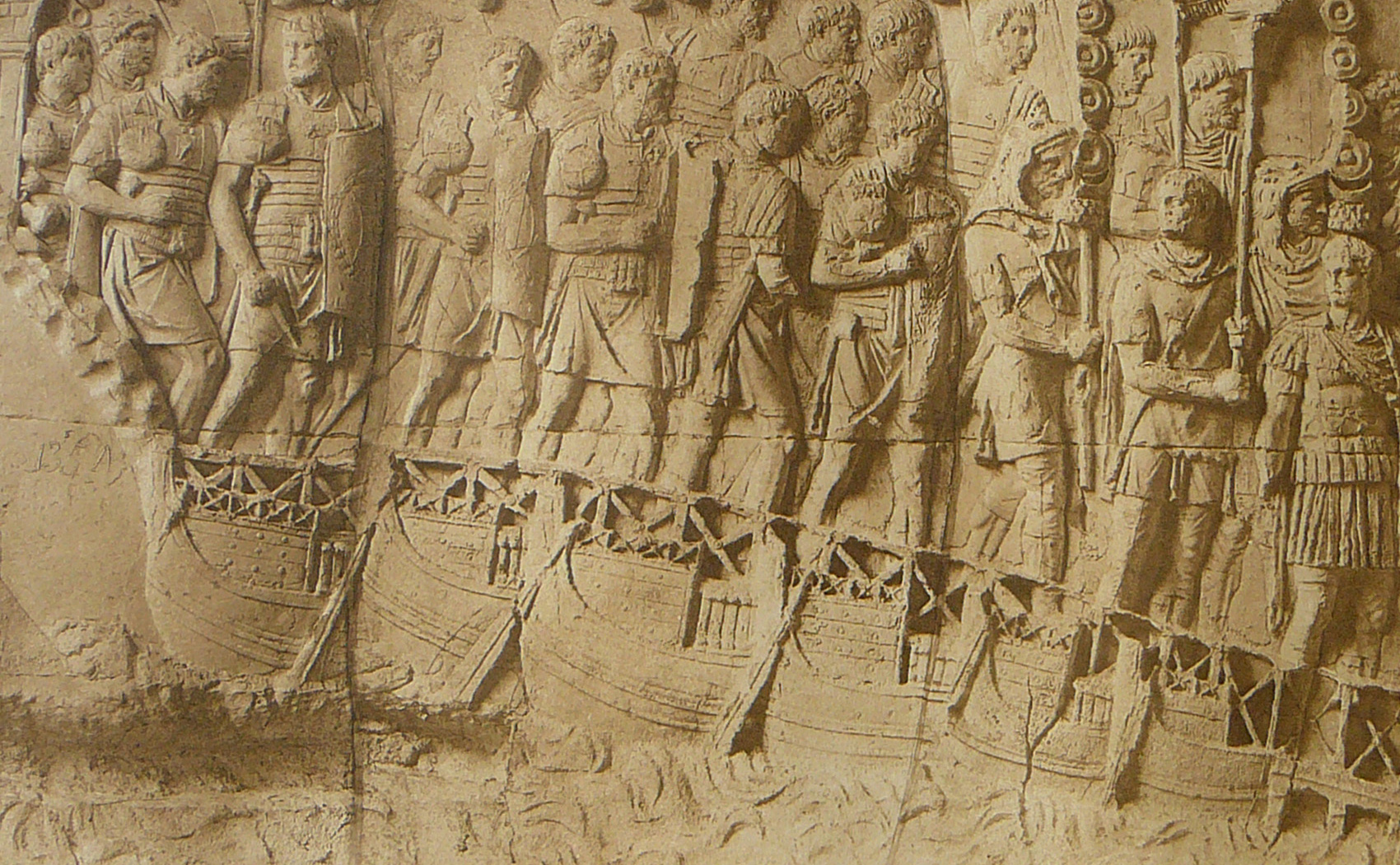
A 11. légió katonái folyón való átkelés közben (Traianus oszlopa)

Caesar i. e. 58-ban alapította a 11. és 12. légiót a helvétek elleni háború céljaira. A 11. biztosan harcolt a következő évben a nerviusok ellen és valószínűleg a gall háború későbbi jelentősebb eseményeinél is jelen volt, pl. Avaricum vagy Alesia ostrománál.
Az i. e. 49-ben kezdődő, Pompeius elleni polgárháború idején Caesar magával vitte az egységet Itáliába és egy darabig Apuliában állomásozott. 48 tavaszán részt vett a dyrrachiumi csatában, majd augusztusban a pharsalusi ütközetben. 45-ben feloszlatták és a veteránokat a közép-itáliai Bovianumban telepítették le.
I. e. 42-ben Caesar örököse, Octavianus újjáalkotta a légiót. Harcolt a második triumvirátus tagjai ellen, majd a Caesar gyilkosaival vívott philippi csatában. Ezután visszaküldték Itáliába és levert egy perugiai lázadást. Feltehetően részt vett Octavianusnak a szicíliai Sextus Pompeius ellen vívott hadjáratában. Talán már ekkor kiérdemelt egy melléknevet (mint a Fretensisnek elnevezett Legio X), de ez nem maradt fenn és egyébként is, ekkoriban ez ritka eseménynek számított. I. e. 32-ben kitört a Marcus Antonius elleni háború, melynek döntő actiumi csatájában a Legio XI is bátran verekedett; később a veteránok sírköveire felvésték itteni részvételüket. 

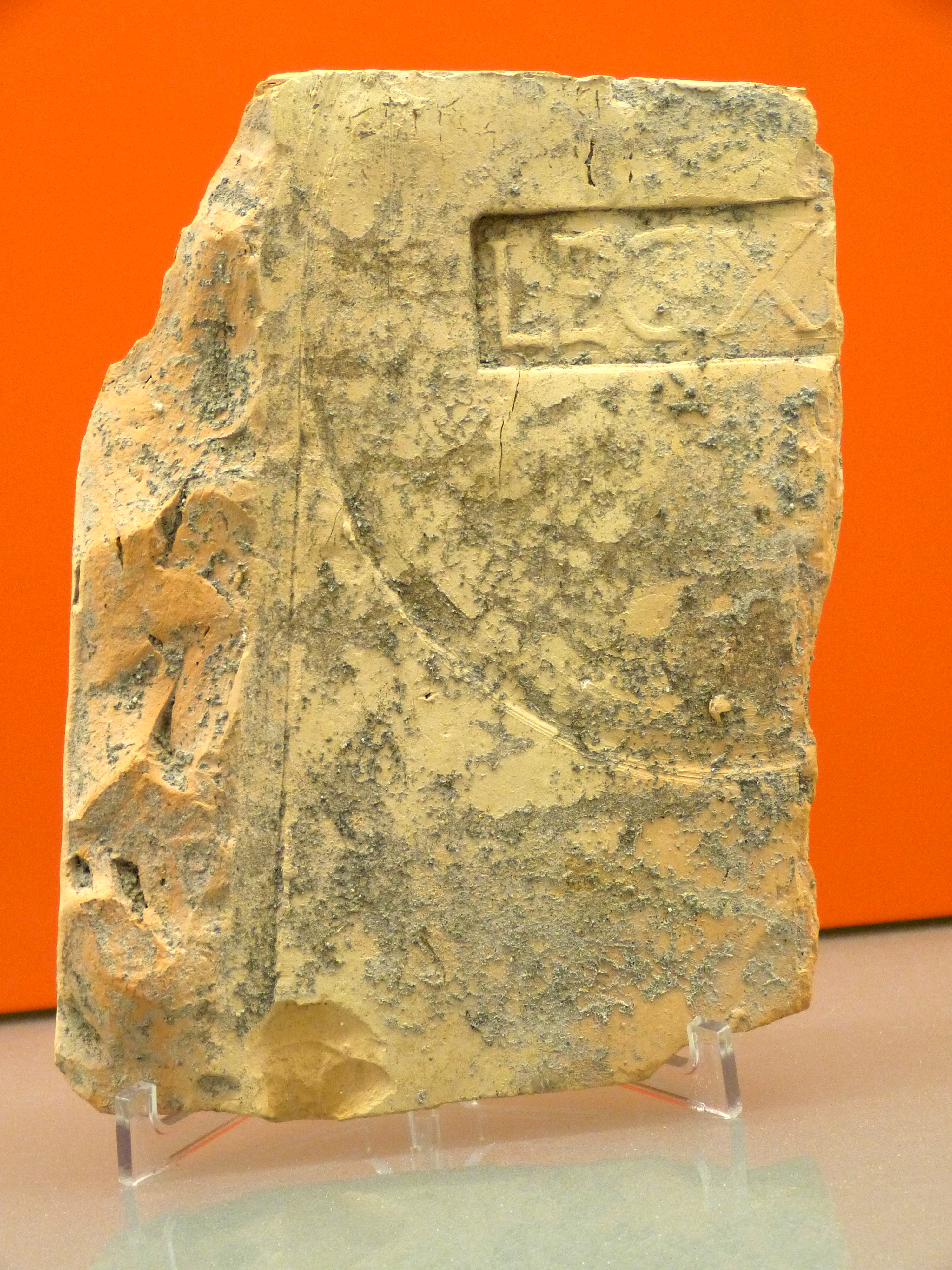
Konstanzban talált tégla a 11. légió pecsétjével

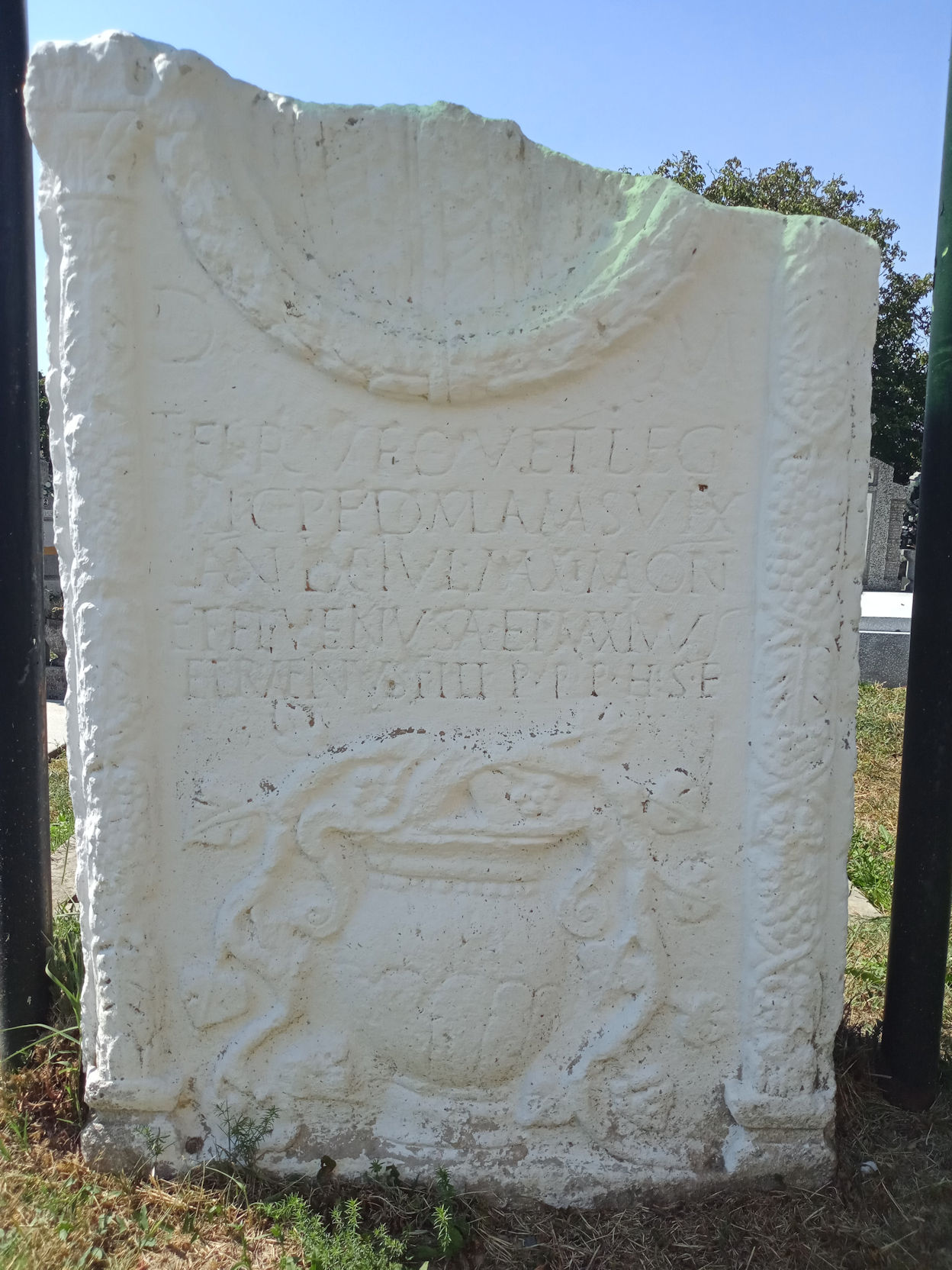
Titus Flavius Rufus, a 11. légió veteránjának sírköve a mai Romániában

Az egységet ezután a Balkánra küldték, ahol majdnem egy évszázadot töltött. Eredeti bázisa nem ismert, de az i. sz. 9-i teutoburgi katasztrófa után átszervezték a birodalom haderejét és ekkor a 7. légióval együtt a dalmáciai Burnumba került (ma Kistanje). Alegységei többek között a provincia fővárosában, Salonában tartották fenn a rendet és utakat építettek.
I. sz. 42-ben Scribonianus dalmáciai kormányzó fellázadt a frissen trónra jutott Claudius császár ellen, de a két légió katonái azonnal elfojtották lázadását. A császár mindkét egységnek a Claudia Pia Fidelis (lojális és hűséges Claudiushoz) melléknevet adományozta.
Kb. 58-ban a VII Claudiát átirányították a dunai limeshez, míg a Legio XI Claudia Burnumban maradt. Nero 68-as halála után Galba lett az uralkodó, de hamarosan császárrá kiáltotta ki magát Vitellius és Otho is. Miután Galbát a Forumon meglincselték, a 11. légió (a 7. és 14. mellett) Otho pártjára állt. Egy nagyobb alegysége elindult Itáliába, de a cremonai csatába már túl későn érkezett. A győztes Vitellius nem büntette meg őket, csak visszaküldte Dalmáciába.
A légió ezután Vespasianust támogatta és 69 októberében harcolt a győztes második cremonai csatában. 70-ben más egységekkel együtt Germániába küldték a batavusok felkelésének leverésére, majd ezt követően a XXI Rapax régi erődjében, Vindonissában (ma a svájci Windisch) helyezték el őket; dalmáciai táborukba pedig a IV Flavia Felixet vezényelték át. 73/74-ben a Rajna jobb partján harcoltak a germánok ellen, 83-ban pedig részt vettek Domitianus chattusok elleni hadjáratában.
101-ben átvezényelték őket a Pannonia Inferior-i Brigetióba (ma Szőny), ahonnan részt vehettek Traianus dákok ellen indított háborúiban (101-106). Valamikor 114 előtt a Legio XI Claudiát áthelyezték Moesia Inferiorba a Duna melletti Durostorumba (ma Szilisztra), ahol aztán három vagy négy évszázadon át védte a birodalmat a barbár betörések ellen. Feladatai közé tartozott a krími görög városok biztonságának garantálása is. De katonái építettek erődöt a Délkeleti-Kárpátokban vagy fenntartották a rendet a provincia fővárosában, Tomisban.
Hadrianus idejében egy alegységét Júdeába küldték a Bar Kochba-féle felkelés leverésére. 193-ban Pertinax meggyilkolása után a pannóniai légiók Septimius Severust kiáltották ki császárrá és a XI Claudia is csatlakozott hozzájuk, bár Itáliába nem vonult be a többiekkel a nagy távolság miatt. Septimius Severus keleti riválisa, Pescennius Niger ellen azonban felléptek, a Legio I Italicával közösen vették ostrom alá Byzantiumot és harcoltak Issusnál. Valószínűleg részt vettek később a császár 198-as pártus hadjáratában is, melynek során elfoglalták az ellenség fővárosát, Ktésziphónt.
A birodalom 3. századi válsága idején, amikor a Gall Császárság elszakadt Rómától, a 11. légió Gallienust támogatta a gall Postumusszal szemben; emiatt megkapta a Pia V Fidelis V (ötször hűséges, ötször lojális) és a Pia VI Fidelis VI mellékneveket (más egységek a hétszeresen hűségest is kiérdemelték, de a különbség oka nem ismert). 273-ban feliratok tanúsága szerint a légió katonái a Jordán folyón túl építettek utat. 295-ben egy alegysége Egyiptomban, három évvel később Mauretaniában harcolt. 302-ben a légió egy Iulius nevű katonáját kereszténysége miatt halálra kínozták; később egy Hesychius nevű katonát ugyanezért megöltek.
A légió az 5. század elején még az Al-Dunánál védte a határt, de későbbi sorsa nem ismert.